# Frank Klaus
Pour les articles homonymes, voir Klaus.
Frank Klaus est un boxeur américain né le 30 décembre 1887 et mort le 8 février 1948 à Pittsburgh, Pennsylvanie.

## Carrière
Il remporte le titre de champion du monde des poids moyens laissé vacant par Stanley Ketchel en battant aux points en 20 reprises Ed Petroskey le 22 février 1912. Klaus s'impose ensuite deux fois contre Jack Dillon puis contre Georges Carpentier et Billy Papke avant de s'incliner face à George Chip le 11 octobre 1913 puis lors du combat revanche organisé le 23 décembre suivant. Il met alors un terme à sa carrière.

## Distinction
- Frank Klaus est membre de l'International Boxing Hall of Fame depuis 2008[1].